# Bobby Kerr
Robert Kerr, detto Bobby (Enniskillen, 9 giugno 1882 – Hamilton, 12 maggio 1963), è stato un velocista e dirigente sportivo canadese, vincitore del titolo olimpico dei 200 metri piani ai Giochi di Londra 1908.

## Biografia
Robert Kerr era originario della contea irlandese di Fermanagh (odierna Irlanda del Nord), ma aveva lasciato l'Irlanda quando era ancora un bambino emigrando con la sua famiglia in Canada. Era cresciuto ad Hamilton, nell'Ontario. In poco tempo diventò il miglior velocista a livello locale. Nel 1904 prese parte ai Giochi Olimpici di St. Louis, negli Stati Uniti, usando i suoi risparmi per pagarsi il viaggio fino a Saint Louis, ma venne eliminato nei turni preliminari delle gare di velocità.
Negli anni seguenti le prestazioni di Kerr migliorarono, ed il velocista arrivò a detenere il record canadese su tutte le distanze dalle 40 alle 220 iarde. Vinse tre titoli nazionali consecutivi sulle 200 iarde dal 1906 al 1908, più uno sulle 100 iarde nel 1907.
Nell'estate del 1908 si recò in Inghilterra per partecipare alle Olimpiadi di Londra. Durante la preparazione per le gare olimpiche partecipò ai campionati britannici, dove vinse 100 e 200 iarde. Ai Giochi olimpici era quindi uno degli atleti più attesi nelle prove di velocità. Nei 100 metri piani, dopo aver vinto batteria e semifinale in 11" netti, con lo stesso tempo nella finale arrivò terzo, dietro allo statunitense James Rector (secondo in 10"9) e al sudafricano Reginald Walker (primo in 10"8). Nei 200 m piani vinse il primo turno in 22"2 e il secondo turno in 22"6; ripeté lo stesso tempo della finale, vincendo di stretta misura davanti agli statunitensi Robert Cloughen e Nate Cartmell, ed aggiudicandosi la medaglia d'oro.
Abbandonato l'agonismo, Kerr rimase attivo nell'ambiente sportivo, come allenatore, giudice di gara e dirigente sportivo. Fu giudice di gara in due olimpiadi, Amsterdam 1928 e Los Angeles 1932. Lavorò all'organizzazione dei Giochi dell'Impero Britannico (gli attuali Giochi del Commonwealth) che si svolsero nel 1930 ad Hamilton e fu segretario onorario del Comitato Olimpico Canadese.
Nel 1955 venne inserito nella Canada's Sports Hall of Fame. Kerr morì nel 1963, poche settimane prima di compiere 81 anni. Ad Hamilton è ricordato con un parco che porta il suo nome, il Bobby Kerr Park.

## Palmarès
| Anno | Manifestazione  | Sede   | Evento    | Risultato | Prestazione | Note |
| ---- | --------------- | ------ | --------- | --------- | ----------- | ---- |
| 1908 | Giochi olimpici | Londra | 100 metri | Bronzo    | 11"0        |      |
| 1908 | Giochi olimpici | Londra | 200 metri | Oro       | 22"6        |      |